# 神明津村
神明津村（しんみょうづむら）は、愛知県中島郡にあった村。現在の稲沢市の一部にあたる。

## 地理
木曽川左岸の低地、神明津輪中の一画に位置していた。

## 歴史
- 江戸時代は尾張藩領、明治元年（1868年）から美濃今尾藩領[2]。
- 1889年（明治22年）10月1日、町村制の施行により、中島郡神明津村が単独で村制施行し、神明津村が発足[1][2]。大字は編成せず[2]。馬飼村、四貫村、西鵜之本村、拾町野村と組合村を結成[2]。組合村役場を馬飼村に設置[3]。
- 1891年（明治24年）濃尾地震で被害を受けた[2]。
- 1906年（明治39年）5月10日、中島郡馬飼村、四貫村、西鵜之本村、拾町野村と合併し、長岡村を新設して廃止された[1][2]。合併後、長岡村神明津となる[2]。

### 地名の由来
神明社と港にちなむ。

## 産業
- 農業[2]

## 教育
- 1888年（明治21年）馬飼学校の分校を開設[2]